# Cultura La Candelaria

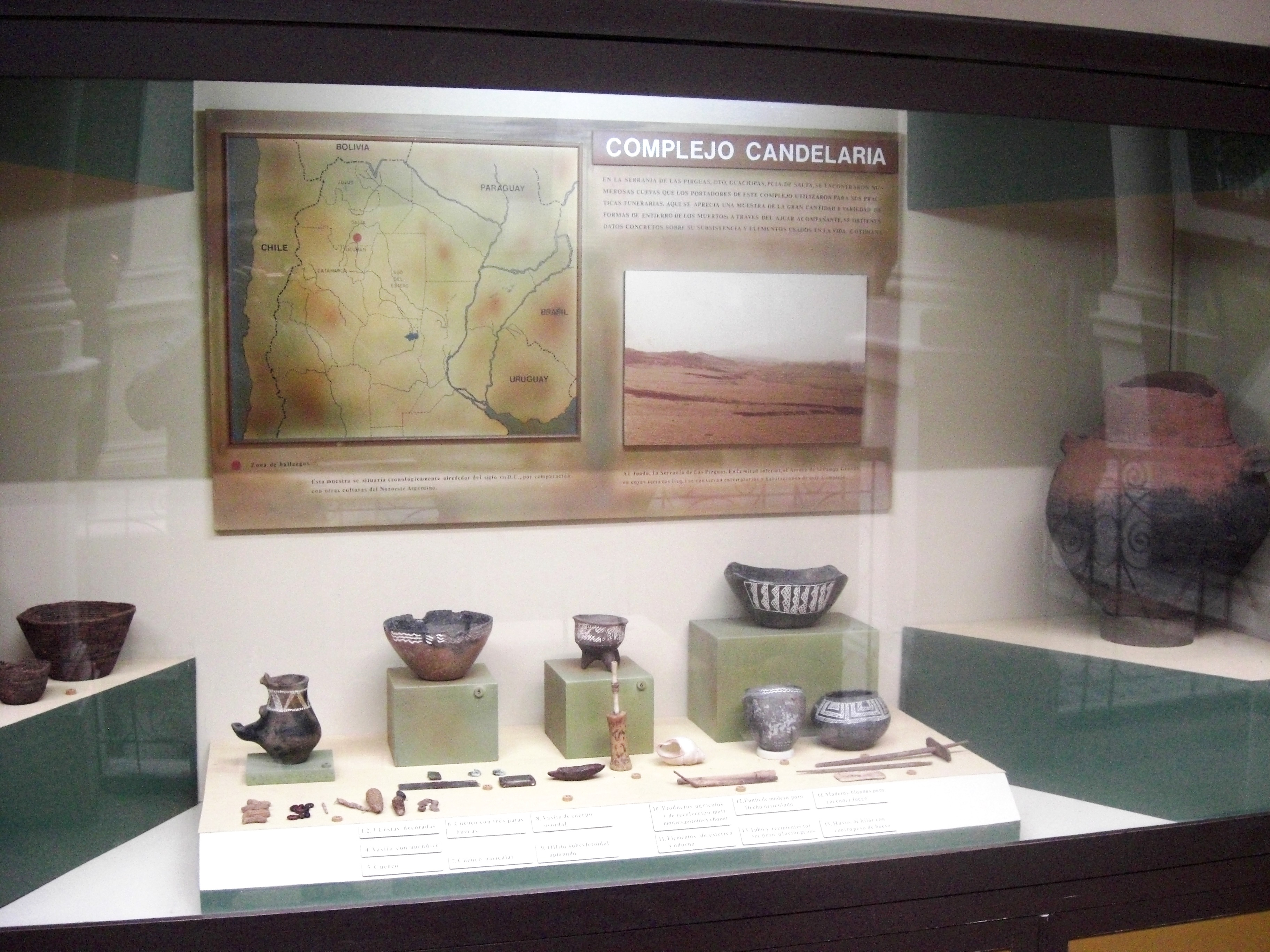
Vitrina dedicada a la cultura La Candelaria. Museo de La Plata.

La Cultura La Candelaria se desarrolló entre el año 200 y el 1000 de nuestra era, en el área centro-sur andina de la provincia argentina de Salta y el centro y en la de Tucumán, en las llamadas selvas occidentales. Toma el nombre del departamento salteño de La Candelaria donde fue descubierta.
Los sitios arqueológicos pertenecientes a esta cultura son abundantes. En Tucumán, entre otros se pueden señalar a: Sierras de Medina, Trancas, El Cadillal, Vipos, San Pedro de Colalao, La Sala, Raco, Sierras de San Javier, Horco Molle y Yerba Buena.
La cerámica que produjeron es generalmente de color gris con trazos simples y figuras geométricas como rectángulos y triángulos que representan figuras humanas y de animales. Fabricaban también instrumentos musicales de viento con formas de animales. Las viviendas eran de planta circular, con piedras clavadas en el terreno a modo de zócalo, construidas con materiales perecederos. Criaban llamas que utilizaban como alimento y para otros fines. El maíz parece haber sido su cultivo más importante.

## Descripción

### Ubicación cronológica y geográfica

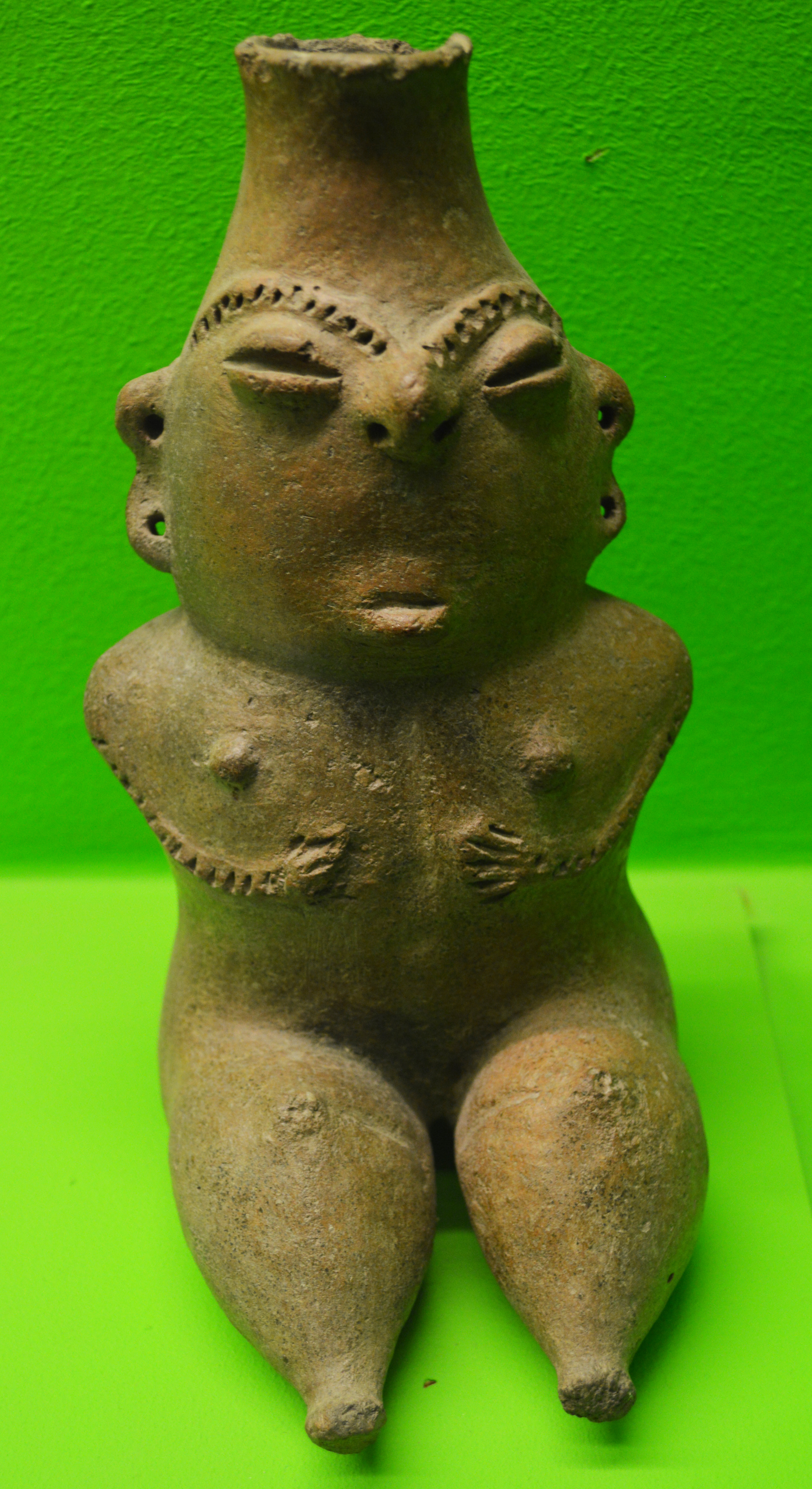
Vaso escultórico de uso ceremonial. Museo de Ciencias Antropológicas "Emilio y Duncan Wagner", Centro Cultural del Bicentenario, Santiago del Estero.

La Cultura de La Candelaria se desarrolló entre los años 200 y 1000 aproximadamente. Toma el nombre del departamento salteño donde fuera descubierta. Geográficamente se distribuye por el este y sur de Salta y norte de Tucumán.
Su nombre le fue dado por Alfred Métraux quien, a comienzos de la década de 1930, hizo las primeras exploraciones. Las investigaciones posteriores de Stig Ryden aportaron abundante material que permitieron formular un diagnóstico más preciso de este complejo. Cerámicas correspondientes a los estilos de La Candelaria, o similares, se encuentran en Tafí del Valle (Tucumán) y en el valle de Hualfín (Catamarca).

### Características
Es difícil determinar si las piezas resultaron de un intercambio comercial, por un proceso de aculturación o si la cultura de La Candelaria tuvo un temprano desplazamiento en forma más o menos pura a estas regiones, hecho muy poco probable debido a las condiciones ambientales muy distintas.
Las viviendas eran generalmente de planta circular, de unos 6 metros de diámetro, delimitadas por una hilera de piedras clavadas en el terreno. Fueron construidas con materiales perecederos, habiéndose utilizado las piedras planas clavadas como una especie de zócalo que aseguraba al suelo las ramas y postes de las paredes. Estos recintos estaban aislados unos de otros. Otro tipo de patrón de vivienda se ha hallado en Chuscha: se trata de un espacio central con pequeños semicírculos adosados alrededor de este. En los Altos de Medina también se han encontrado estructuras similares.
La subsistencia consistió en carne de camélidos, aunque no fue su principal alimento. Es factible la domesticación de este tipo de animales ya que estos aparecen representados en algunas piezas cerámicas. El maíz debió ser el cultivo más importante de la zona, de acuerdo de lo que puede inferirse de algunos granos encontrados dentro de urnas funerarias. En la superficie se han encontrado morteros y otros instrumentos de molienda.
Los instrumentos de piedra más abundantes son las hachas, pero también hay en menor medida puntas de flecha, piedras de boleadoras, adornos, figurillas con formas humanas y animales. El escaso desarrollo de la metalurgia en Candelaria, manifestada por unos pocos objetos, sugiere que no fue autóctona sino que las piezas se importaron de otras regiones, probablemente de las situadas al oeste del Aconquija. En hueso se encontraron punzones, un objeto que se cree que sirvió para tejer y una espátula. Los pueblos Candelaria han fabricado una serie de instrumentos musicales de viento.

### Cerámica

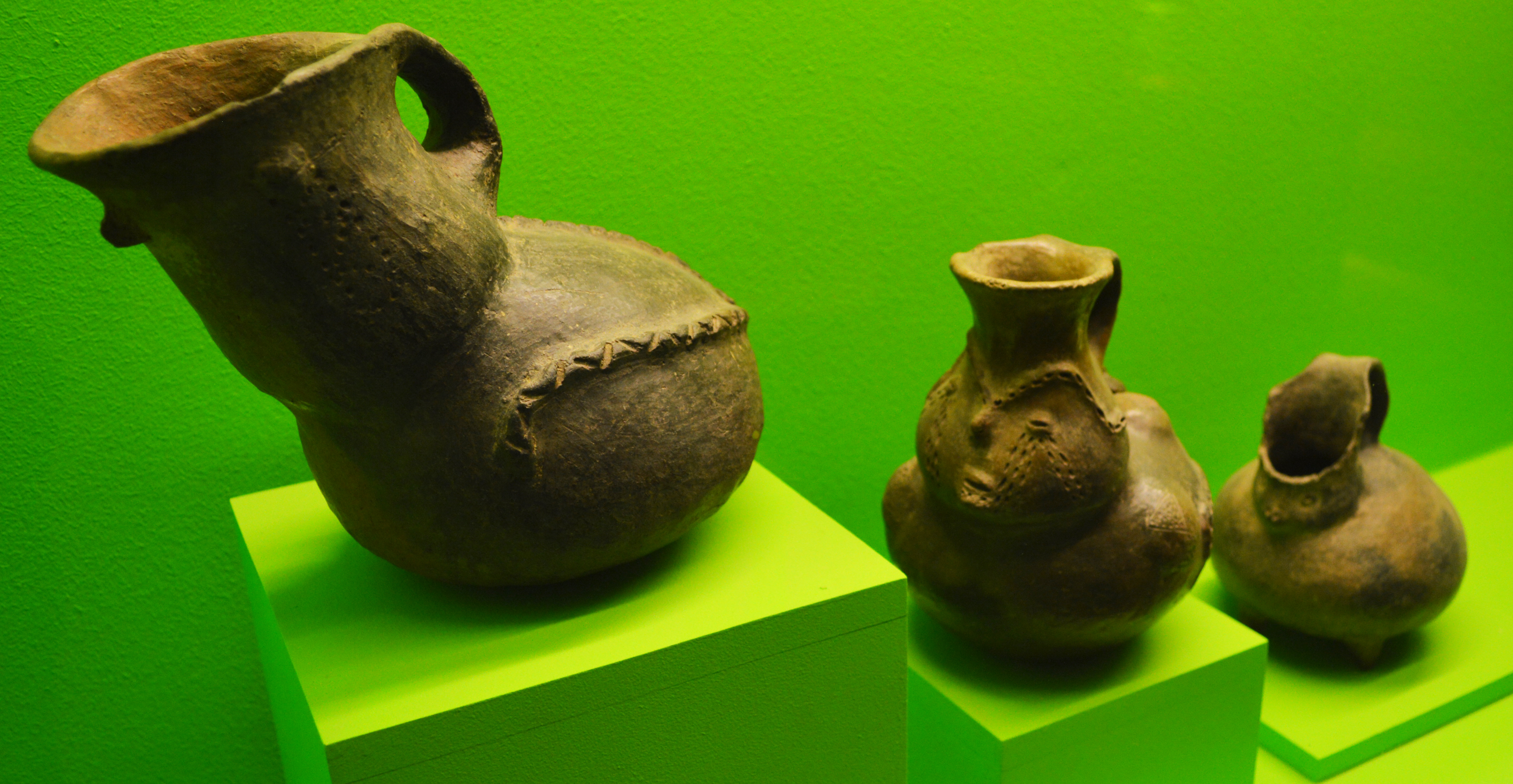
Vasos escultóricos de uso ceremonial. Museo de Ciencias Antropológicas "Emilio y Duncan Wagner", Centro Cultural del Bicentenario, Santiago del Estero.

Las piezas de estilo Candelaria se caracterizan por la decoración incisa pero lo más interesante lo constituye la cerámica modelada, destacándose figuras de extraños seres en los cuales se combina elementos antropomorfos y zoomorfos con cuerpos abultados. Se hallan jarras, vasos, escudillas y urnas. Los objetos cerámicos más representativos son los de color gris-negro e incisos aunque también hay pintados con dibujos negros sobre fondo rojo oscuro.
El contexto de aparición de este arte es generalmente funerario, y la enorme fuerza simbólica y expresiva de las representaciones hace posible relacionarlas de algún modo con el mundo de las creencias de sus realizadores. Los morteros decorados bien podrían haber servido para la preparación de algún tipo de alucinógenos, generalmente utilizados en ceremonias de carácter shamánico. No hay noticias de tratamiento diferencial en los entierros, pero la calidad y variedad de la cerámica, la existencia de escultura en piedra y, sobre todo, la aparición de objetos de orfebrería en las tumbas, pectorales de oro, pulseras repujadas y adornos de vestidos, apuntan hacia el comienzo de la especialización artística.

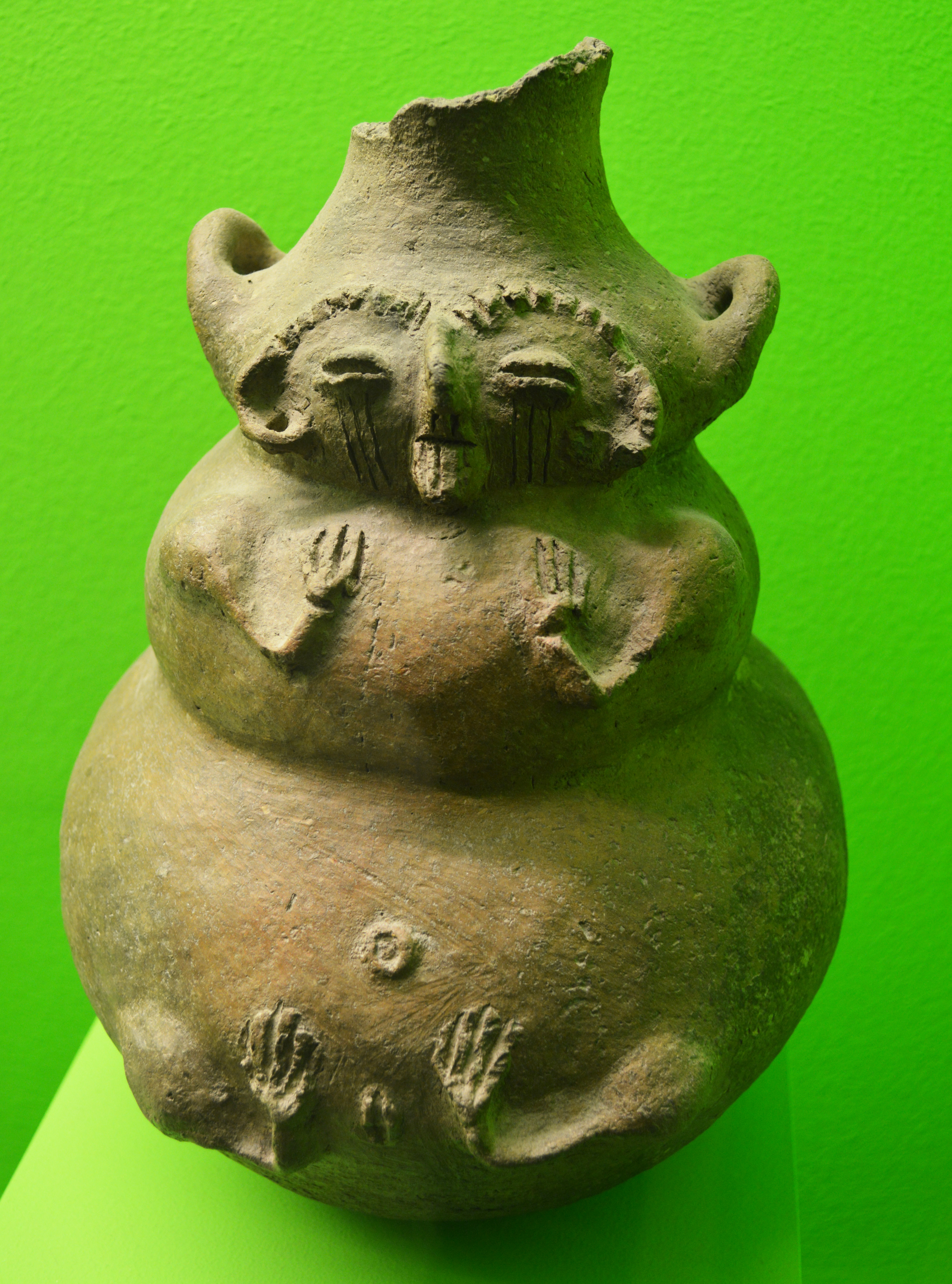
Vaso escultórico de uso ceremonial. Museo de Ciencias Antropológicas "Emilio y Duncan Wagner", Centro Cultural del Bicentenario, Santiago del Estero.

Es tal vez una de las culturas mejor conocidas del Noroeste y que puede ser tomada como ejemplo de la tradición cultural surandina en el cerámico medio. Su centro geográfico es el Departamento de La Candelaria y es en realidad una larga tradición cultural cuyo origen se remonta a los comienzos de la era cristiana y se extiende hasta el año 1000 aproximadamente.
Pequeños asentamientos con habitaciones de material perecedero de las que a veces se encuentran cimientos circulares o rectangulares de lajas de piedra, se encuentran regados de restos de cerámica, utensilios variados y urnas funerarias enterradas. Este entierro en urnas asociadas a las viviendas es muy característico y se trata siempre de enterramientos primarios. Las urnas, de cerámica gris, tienen un cuerpo ovoide o alargado y un cuello estrecho, midiendo entre 50 y 140 cm. Se adornan con incisiones punteadas organizadas en bandas alrededor del cuello formando diseños trianguloides y algunas se decoraron con pastillaje. En algunas se han encontrado hasta tres esqueletos y restos infantiles que tienen huellas de traumatismos violentos que podrían indicar posibles sacrificios.
A veces las urnas se dejaban en cavernas funerarias acompañadas de un variado ajuar; el afortunado descubrimiento de una serie de éstas permitió recuperar una serie de objetos incluso de material perecedero dadas las condiciones de sequedad. Se encontraron telas diversas, tejidos de lana de llama, bolsas, cuerdas, varios tipos de redes y arcos y flechas con puntas de madera, diademas de plumas y una nariguera de cerámica y un colgante de oro.
Cuentas de collar de concha de especies del Atlántico y del Pacífico revelan relaciones comerciales, lo mismo que los escasísimos objetos de oro y cobre que proceden del oeste.
Destaca el sentido plástico de su cerámica cuyas manifestaciones tempranas se relacionan con la Cultura Condorhuasi, pero sin su estilo polícromo. Son frecuentes las imágenes de seres fantásticos que mezclan rasgos humanos y animales, decorados con incisiones geométricas organizadas rítmicamente. Se trabajó también la piedra, tanto para objetos utilitarios como hachas, como para tallar una figura antropo o zoomorfa, de carácter fantástico en el extremo opuesto al filo. Y de piedra se hicieron también adornos como cuentas de collar cilíndricas y narigueras.

## Últimos hallazgos
El personal de la Dirección de Cultura y Turismo de la Municipalidad de El Tala, realizó el hallazgo de una enorme vasija perteneciente a la cultura La Candelaria. Fue encontrada en la finca Las Piedritas, con restos humanos y otras piezas de cerámica con pintura en sus contornos.
El descubrimiento se efectuó durante una expedición realizada en la zona, conocida como los filtros de ese establecimiento, ubicada sobre una pequeña lomada a 5 kilómetros al suroeste del municipio taleño. El grupo fue encabezado por el titular del organismo, Fabricio Díaz.
La vasija estaba prácticamente al aire libre en la zona y las constantes precipitaciones las fueron desenterrando. La inhumación de párvulos y de adultos se hacía formando verdaderos cementerios cuya densidad da idea de que los sitios fueron ocupados por períodos más o menos largos o que, en su defecto, fueron ocupados una y otra vez por el mismo grupo.
La humedad del medio ambiente determinó que los restos óseos se encuentren en muy mal estado de conservación. Se solicitará una serie de estudios, fundamentalmente a través del Carbono-14 para obtener más información sobre esta cultura.